# دعای پولس رسول
دعای پولس رسول از متون اسفار مشکوک عهد جدید و اولین نسخه خطی دفترنامه یونگ (کدکس اول) از کتابخانه نجع حمادی است. به نظر می‌رسد این ادعیه که در صفحه سفید ابتدای دفترنامه نوشته شده‌اند، پس از رونویسی رساله بلندتر اضافه شده‌اند. گرچه این متن مانند دیگر دفترنامه‌ها به زبان قبطی نوشته شده، اما عنوان آن یونانی است که زبان اصلی متن هم همین بوده است. تقریبا دو خط ابتدایی این نسخه از دست رفته‌اند.

## نگارش
همانند دیگر متون مسیحی اولیه، نویسنده این ادعیه خود را پولس رسول معرفی می‌کند تا به متن اعتبار بخشد. در نتیجه این ادعیه عموما اثری دروغ‌نامیده در نظر گرفته می‌شود. به دلیل عدم وجود خطوط آغازین این ادعیه، وجود یک عنوان در ابتدای متن مشخص نیست. با این وجود عنوان "دعای پولس رسول" به زبان یونانی در پایین رساله باقی مانده است و پس از آن یک انجامه وجود دارد. در این انجامه نیز به یونانی عبارت "در آرامش. مسیح مقدس است." ذکر شده است. احتمالا این ادعیه در مجموع به یونانی نگارش شده و به قبطی ترجمه شده است.

## درونمایه
این دعا لحن گنوسی واضحی دارد. دعا با مجوعه نیایش‌هایی شروع می‌شود که مخاطب آن نجات‌دهنده (مسیح) است. این عبارت، با معانی متعدد هم در متون مقدس یهودی و هم در عهد جدید، دارای مفاهیمی گسترده است. نجات دهنده، خدای سفر ایوب شناخته شده است، همان‌طور که در کتاب اشعیا "نجات‌دهنده اسرائیل" نام دارد. در مقابل، در نامه پولس به رومیان، عیسی نجات‌دهنده است. در رومیان ۳: ۲۴-۲۵ پولس می‌نویسد که مؤمنین "اکنون گناهانشان به لطف او برداشته شده است، از طریق رستگاری که در عیسی مسیح است که خداوند خون او را وسیله نجات ساخت." - ماهیت رستگاری، ذات رهایی‌بخش مرگ عیسی است. نجات‌دهنده همچنین می‌تواند به عنوان خدای متعال و مستور نظام اعتقادی گنوستیک باشد.
مخاطب مورد‌نظر این دعا هرکس باشد، نویسنده چهار بار از عبارت "تو" برای توصیف نجات‌دهنده به عنوان ذهن، گنجینه، آکندگی یا پلروما، و آسایش استفاده می‌کند. به استثنای کلمه "گنجینه" که به قبطی aho ترجمه شده است، دیگر عبارات "nous" و "pleroma" و "anapausis" به ترتیب یونانی باقی می‌مانند. گرچه این عبارات در ادبیات والنتینی متداول هستند، اما در جاهای دیگر نیز پیدا می‌شوند.
بسیاری از محققان به دلیل وجود عباراتی خاص از جمله "ایزد ذهنی" این اثر را والنتینی به شمار می‌آورند که حاکی از نگارش آن بین سال ۱۵۰ تا ۳۰۰ پس از میلاد است؛ اگر این اثر منشاء والنتینی نداشت،  در دورترین حالت می‌توانست مربوط به سال ۷۵ پس از میلاد باشد.

## تشابه با دیگر آثار
محققان آثار مشابه بسیاری یافته‌اند که ممکن است منابع ناکاملی باشند، از جمله متون هرمس، سه ایستاسنگ شیث، انجیل فیلیپ، و نامه‌های پائولین که معتبر است.